# Didier Cherbuy
Didier Cherbuy est un acteur et metteur en scène français, né le 12 mars 1960 à Auxerre.
Actif dans le doublage, il est la voix française de Michael Rady, Brendan Fehr et Mekhi Phifer, ainsi que l'une des voix de Jim Caviezel et Jason Segel.

## Biographie
Didier Cherbuy découvre le théâtre à l'âge de 15 ans. Il décide alors de suivre cette voie lorsqu'il intègre le lycée Jacques-Amyot, à Auxerre, où il suit des ateliers d'enseignement théâtral. Diplômé, il part à Paris pour vivre de sa passion. En parallèle, il suit les cours Charles-Dullin.
Après 15 ans de travail sur les planches, il s'oriente vers le doublage. Il a notamment doublé entre autres pour la télévision le Dr Pratt (Mekhi Phifer) dans la série télévisée Urgences,, Marshall (Jason Segel) dans la série How I Met Your Mother ou encore le journaliste Lucas Goodwin (Sebastian Arcelus) dans la série House of Cards. Au cinéma, il a été Toulouse-Lautrec (John Leguizamo) dans Moulin-Rouge ou encore Lau (Chin Han) dans The Dark Knight : Le Chevalier noir et The Dark Knight Rises. Dans l'animation, il prête notamment sa voix au personnage Terry McGinnis / Batman dans Batman, la relève et son film Batman, la relève : Le Retour du Joker ou encore à celui du capitaine Warius Zero dans Cosmowarrior Zero : La Jeunesse d'Albator où se trouve sur le DVD une interview des comédiens,

Lors d'une interview, il explique : 

« J'ai dû doubler une trentaine de séries avec un personnage récurrent et je dirais une quinzaine de films pour un rôle important. »

— Didier Cherbuy

## Théâtre
- 1981 : Le Grand Écart de Jean Cocteau, mise en scène de Jacques Ardouin : Petit copain
- 1982 : Parlons français d'Eugène Ionesco, mise en scène de Jean-Jacques Dulon : Le serveur et le gardien
- 1982 : L'Herbe rouge de Boris Vian, mise en scène de Christine Deroin : Lazuli
- 1983 : Le Médecin malgré lui de Molière, mise en scène de Sylvain Lemarié : Léandre
- 1983 : Lorenzaccio d'Alfred de Musset, mise en scène de René Jeaunau : Tebaldeo
- 1984 : Le Chevalier au Pilon flamboyant de John Fletcher et Francis Beaumont, mise en scène de René Jeaunau : Jasper
- 1984 : Pâques d'August Strindberg, mise en scène de Nicolas Spiriadis : Benjamin
- 1985 : Pardon M'sieur Prévert de Jacques Prévert, mise en scène de Christian Le Guillochet et Jean-Jacques Dulon : Hamlet
- 1989 : La Femme qui perd ses jarretières d'Eugène Labiche, mise en scène d'Idriss : Gaspard
- 1989 : Mesure pour mesure de William Shakespeare, mise en scène de Régis Braun : Claudio
- 1990 : Le Faiseur d'Honoré de Balzac, mise en scène de René Jeaunau : Minard
- 1990 : La Vie que je t'ai donnée de Luigi Pirandello, mise en scène de Michel Dumoulin : Flavio
- 1990 : Arlequin serviteur de deux maîtres de Carlo Goldoni, mise en scène de René Jeaunau : Sylvio
- 1991 : Satinette fille du diable ou guignol amoureux de Pierre Gripari, mise en scène de Christian Landy : Satinet
- 1991 : Chat en poche de Georges Feydeau, mise en scène de René Jeaunau : Dufausset
- 1992 : Il Campiello de Carlo Goldoni, mise en scène de Pierre Vial : Anzoletto
- 1992 : Le Bourgeois gentilhomme de Molière, mise en scène de Daniel Thuann : Cléonte et le Maître Tailleur
- 1993 : Le Bourgeois gentilhomme de Molière, mise en scène de Daniel Leduc : Le Maître de Musique
- 1993 : Maria Pineda de Federico García Lorca, mise en scène de Jacqueline Martin : Florindo
- 1994 : Edgard et sa bonne d'Eugène Labiche, mise en scène de René Jeaunau : Edgard
- 1994 : L'Avare de Molière, mise en scène de Daniel Leduc : Cléante
- 1997 : Le Chapeau de Paille d'Italie d'Eugène Labiche, mise en scène de Patrick Bricard : Fadinard
- 1997 : Les Caprices de Marianne d'Alfred de Musset, mise en scène de Jean-Pierre Savinaud : Coelio
- 1997 : Les Misérables d'après Victor Hugo, mise en scène de Jean-Max Jalin : Marius
- 2000 : Monsieur de Pourceaugnac de Molière, mise en scène de Bernard Habermeyer : Eraste

## Filmographie
- 1980 : Le Coup du parapluie de Gérard Oury
- 1980 : Mon oncle d'Amérique d'Alain Resnais
- 1985 : Rouge-gorge de Pierre Zucca
- 1990 : Le Dénommé de Jean-Claude Dague
- 1999 : Je règle mon pas sur le pas de mon père de Rémi Waterhouse

## Doublage

### Cinéma

#### Films
- Jim Caviezel dans :
  - La Ligne rouge (1998) : Witt
  - Angel Eyes (2001) : Steven Lambert / Catch
  - Crimes et Pouvoir (2001) : Tom Kubik / Ron Chapman

- John Leguizamo dans :
  - Moulin Rouge (2001) : Henri Toulouse-Lautrec
  - Escrocs (2001) : Berger

- Brendan Fehr dans :
  - Les Vampires du désert (2001) : Nick
  - Un long week-end (2005) : Ed Wackman

- Mekhi Phifer dans :
  - Paid in Full (2002) : Mitch (en)
  - L'Armée des morts (2004) : André

- Jay Hernández dans :
  - Harcelés (2008) : Javier Villareal
  - Takers (2010) : Eddie

- Chin Han dans :
  - The Dark Knight : Le Chevalier noir (2008) : Lau
  - The Dark Knight Rises (2012) : Lau

- 1995 : Frère sommeil : Elias (André Eisermann)
- 1996 : Alaska : Sean Barnes (Vincent Kartheiser)
- 1996 : Kissed : Matt (Peter Outerbridge)
- 1997 : Postman : Michael Husband (Charles Esten)
- 1997 : Le Damné : Perry (Will Stewart)
- 1998 : Primary Colors : Peter Goldsmith (Ross Benjamin)
- 1998 :  Les Joueurs : Sean Frye (Adam LeFevre)
- 1998 : Pecker : Billy Heckman (Anthony Roger)
- 1998 : Les Derniers Jours du disco : Dan Powers (Matt Ross)
- 1998 : Contre-jour : Brian Gulden (Tom Everett Scott)
- 1998 : Il faut sauver le soldat Ryan : Olivier (David Vegh)
- 1998 :  6 jours, 7 nuits : Philippe (Douglas Weston)
- 1998 : Vous avez un message : George Pappas (Steve Zahn)
- 1999 : Summer of Sam : Brian (Ken Garito)
- 1999 : Mystery Men : M. Furieux (Ben Stiller)
- 1999 : Galaxy Quest : Guy Fleegman / le chef de la sécurité « Roc » Ingersol (Sam Rockwell)
- 2000 : Cut : Paulie Morrelli (Matt Russel)
- 2000 : Tigerland : Jim Paxton (Matthew Davis)
- 2000 : Gladiator : Cicéron (Tommy Flanagan)
- 2001 : Bully : Donny Semenec (Michael Pitt)
- 2002 : Héros solitaire : John (Patrick Sean Flanery)
- 2005 : Syriana : un homme d'affaires distingué (Tony French)
- 2007 : Shotgun Stories : Cleaman Hayes (Michael Abbott Jr.)
- 2007 : Jusqu'à la mort : Serge (William Ash)
- 2008 : Echo : Hector Rodriguez (Carlos Leon)
- 2008 : News Movie : Brendan Laroux (Kirk Ward)
- 2008 : The Strangers : Mike (Glenn Howerton)
- 2009 : Dossier K. : Freddy Verstuyft (Werner De Smedt)
- 2009 : La Montagne ensorcelée : voix additionnelles
- 2010 : Le Prince et moi 4 : Soren (Jonathan Firth)
- 2011 : Comment tuer son boss ? : Carter (Francis John Daley)
- 2011 : SWAT : Firefight : Wayne Wolport (Anthony Gino Pesi)
- 2012 : La Colère des Titans : Arès (Édgar Ramírez)
- 2013 : Le Loup de Wall Street : Barry Kleinman (Michael Nathanson (en))
- 2013 : Un grand mariage : Andrew (Kyle Bornheimer)
- 2017 : Section 99 : Enrique (Franco Gonzalez)
- 2017 : XXX: Reactivated : ? (?)
- 2017 : Logan Lucky : l'agent spécial Brad Noonan (Macon Blair)
- 2017 : Downsizing : Brian Fakler (Bill Coulter)
- 2018 : Mariage à Long Island : Jay (Maury Ginsberg (en))
- 2018 : Horse Soldiers : le sergent Pet Essex (Austin Hébert)
- 2020 : Books of Blood : Peter (Matt Bois)
- 2021 : Clair-obscur : ? (?)
- 2021 : Le Joueur d'échecs : Swoboda (Clemens Berndorff (de))
- 2022 : Le Secret de la cité perdue : ? (?)
- 2022 : Coup de théâtre : ? (?)
- 2024 : Les Couleurs du mal : Rouge : Haircut [Qui ?]

#### Films d'animation
- 1997[n 1] : Perfect Blue : un fan de Mima et voix additionnelles
- 2000 : Batman, la relève : Le Retour du Joker : Terry McGinnis / Batman[réf. nécessaire]
- 2007 : Barbie : Magie de l'arc-en-ciel : Tourmaline et un fungus
- 2021 : Batamn : The Long Halloween : voix additionnelles (1re partie)
- 2022 : Catwoman: Hunted : Antoni

### Télévision

#### Téléfilms
- Brendan Fehr dans :
  - Au-delà de la voie ferrée (2008) : Josh Stevens
  - Duo de glace, duo de feu (2010) : James McKinsey
  - Piège de glace (2010) : Michael Webster
  - Grossesse en danger (2011) : David Rose

- Shawn Doyle dans :
  - Voleuse de vies (2007) : John Grismer
  - 8 jours pour mon fils (2006) : Tim Spring

- Oliver Hudson dans :
  - Comme une ombre dans la nuit (2007) : Cade Lavelle
  - Magnitude 10,5 : L'Apocalypse (2006) : Will Malloy

- Michael Rady dans :
  - Temps nuageux avec risque d'amour (2014) : Quentin
  - Parce que c'était toi (2015) : Derrick Henderson

- 1991 : Une vie brisée "1991" : Jason (Neill Barry)
- 2001 : Warden of Red Rock : Gil Macon (Kirk Baltz)
- 2001 : Cavale australe : Craig (Damian Bradford)
- 2002 : Les Années Tony Blair : Josh (Adam Croasdell)
- 2004 : À découvert : Dave Walker (William Beck)
- 2005 : Cyclone Catégorie 7 : Tempête mondiale : USAF Pilote Ritter (Adam Rodríguez)
- 2010 : La Catin : Jodokus von Arnstein/Ewald von Marbug (Alexander Beyer)
- 2011 : Les Blessures du passé : Jeremy Davis (Mekhi Phifer)
- 2012 : L'Intouchable Drew Peterson : Joe Hosey (Charlie Koznick)
- 2013 : Independance Daysaster : Sam Garcette (Tom Everett Scott)
- 2016 : Ma nounou est un homme : Matthew (Dan Payne)
- 2020 : Un trésor sous votre sapin : Tucker (Tristan D. Lalla)

#### Séries télévisées
- Michael Rady dans (13 séries) :
  - Swingtown (2008) : Doug Stephens (13 épisodes)
  - The Closer : L.A. enquêtes prioritaires (2009) : Sam Linsky (saison 4, épisode 14)
  - Melrose Place : Nouvelle Génération (2009-2010) : Jonah Miller (18 épisodes)
  - Médium (2010) : Liam McManus (saison 6, épisode 20)
  - Castle (2010) : Evan Murphy (saison 3, épisode 1)
  - Mentalist (2011-2012) : Luther Wainwright (9 épisodes)
  - Dr Emily Owens (2012-2013) : Micah Barnes (13 épisodes)
  - Intelligence (2014) : Chris Jameson (13 épisodes)
  - Jane the Virgin (2014-2016) : Lachlan Moore (8 épisodes)
  - Timeless (2018) : Nicholas Keynes (8 épisodes)
  - The Resident (2019) : Sam (saison 2, épisode 12)
  - Instinct (2019) : Cormac Rego (saison 2, épisodes 8 et 9)
  - The Equalizer (2021) : Reese Pruitt (saison 1, épisode 1)

- Cal MacAninch dans (5 séries) :
  - Vie sauvage (2009-2010) : Rowan Collins (11 épisodes)
  - Downton Abbey (2011) : Henry Lang (saison 2, épisodes 2 et 3)
  - Inspecteur Barnaby (2013) : Alan Robson (saison 15, épisode 5)
  - Les Enquêtes de Vera (2020) : Thomas Walken (saison 10, épisode 2)
  - Vigil (2021) : Ben Oakley (saison 1)

- Mekhi Phifer dans (4 séries) :
  - Urgences (2002-2008) : Dr Gregory Pratt (en) (135 épisodes)
  - Lie to Me (2009-2010) : l'agent Ben Reynolds (24 épisodes)
  - Psych : Enquêteur malgré lui (2012) : Drake (saison 6, épisode 13)
  - FBI : Duo très spécial (2012) : l'agent du FBI Kyle Collins (saison 4, épisodes 1 et 2)

- Shawn Doyle dans (4 séries) :
  - Desperate Housewives (2004-2005) : Maître Hartley (saison 1, épisodes 10 et 11)
  - 24 Heures chrono (2005) : Ronnie Lobell (saison 4, épisodes 1 et 2)
  - Dark Blue (2009) : Mike O'Neill (saison 1, épisode 8)
  - Terriers (2010) : Armand Foster (épisode 3)

- Nick Gehlfuss dans (4 séries) :
  - Royal Pains (2014) : Lance (saison 6, épisode 1)
  - Chicago Police Department (2015-2022) : Dr William « Will » Halstead (18 épisodes)
  - Chicago Fire (depuis 2015) : Dr William « Will » Halstead
  - Chicago Med (depuis 2015) : Dr William « Will » Halstead

- Brendan Fehr dans :
  - Roswell (1999-2002) : Michael Guerin (en) (61 épisodes)
  - Bones (2008-2010) : Jared Booth (5 épisodes)
  - Les Experts : Manhattan (2010) : Al Branson (saison 6, épisode 20)

- Oliver Hudson dans :
  - Dawson (2002-2003) : Eddie Dowling (saison 6)
  - La Famille Carver (2004-2005) : David Carver Jr. (14 épisodes)
  - Scream Queens (2015-2016) : Weston « Wes » Gardner (15 épisodes)

- Reggie Lee dans :
  - Grimm (2011-2017) : le sergent Wu (120 épisodes)
  - Brooklyn Nine-Nine (2017 / 2019) : Dr Ronald Yee (saison 5, épisode 8 et saison 6, épisode 10)
  - The Rookie : Le Flic de Los Angeles (2021) : Mike Weston (saison 4, épisode 4)

- Raúl Peña dans :
  - Un, dos, tres : Jeronimo « Jero »
  - SMS, des rêves plein la tête : Edu

- Nicholas Gonzalez dans :
  - Newport Beach : D. J. (saison 2)
  - Off the Map : Urgences au bout du monde : Mateo

- Brian Goodman (en) dans :
  - Castle : Gary McCallister
  - Rizzoli and Isles : Sean Cavanaugh

- Omari Hardwick dans :
  - Saved : John Hallon
  - Lie to Me : Benny Davis

- Nabil Elouahabi (en) dans :
  - The Night Of (2016) : Yusuf (mini-série)
  - Les Enquêtes de Vera (2022) : Mo Hassan (saison 11, épisode 4)

- FBI : Portés disparus : Drew Anderson (John Hawkes), Dante Jones (Davis Henry), Christopher Mayes (Eion Bailey) et Chad Boswell (Steven Crowley)
- Stargate SG-1 : Her'ak (Michael Adamthwaite)
- Charmed : le chevalier noir (Mark Aiken) (saison 6, épisode 8)
- The Shield : Coyote Jack (Cristos Andrew)
- Esprits criminels : l'agent Anderson (Brian Appel)
- Kevin Hill : le livreur (Milton Barnes II)
- Présumé Coupable : Timo Wolf (Alexander Beyer)
- Wanted : Tommy Rodríguez (Benjamín Benítez)
- Sue Thomas, l'œil du FBI : un ambulancier (Paul Berthel)
- Castle : Jeremy Preswick (Marc Blucas)
- Injustice : Terry Cooper (Ian Burfield) (mini-série)
- Journeyman : Billy Marble (J. R. Cacia)
- Blue Bloods : Vince Walker (Kieran Campion)
- Parenthood : Jacob (Ryan Carlberg)
- Witchblade : Kenneth Irons (Anthony Cistaro)
- Legend of the Seeker : L'Épée de vérité : le sergent D'Haran (Daniel Coopersmith)
- Le Rêve de Diana : Martin Öztürk (Sam Eisenstein)
- FBI : Duo très spécial : Robert Barrow (Robert Farrior)
- Rex, chien flic : l'inspecteur Alberto Monterosso (Domenico Fortunato)
- New York, unité spéciale : Jake Lumet (Brian Grant)
- Queer as Folk : Stuart Alan JOnes (Aidan Gillen)
- Star Trek: Enterprise : Yarrick (Vince Grant)
- L'Équipe de rêve : Didier Baptiste (Sacha Grunpeter)
- Leverage : Billy Epping (Edwin Hodge)
- Real Humans : 100 % humain : Magnus (Niklas Jarneheim)
- Mayans M.C. : Neron « Creeper » Vargas (Joseph Raymond Lucero)
- Sexe et Dépendances : Euan (Sean Maguire)
- The Punisher : Sam Stein (Michael Nathanson (en))
- 13 Reasons Why : le shérif Standall (Mark Pellegrino)
- Dr House : Olivier (Evan Peters)
- Mentalist : Luther Wainwright (Michael Rady)
- Tout est relatif : Bobby O'Neil (Reid Scott)
- Les Feux de l'amour : Tony Viscardi (Nick Scotti)
- How I Met Your Mother : Marshall Eriksen (Jason Segel)
- Queer as Folk : Brett Keller (Mile Shara)
- Kitchen Confidential : Steven Daedelus (Owain Yeoman)
- Rex, chien flic : Dr Leo Graf (Gerhard Zemann)
- voix lors de plusieurs sketches dans Les Guignols de l'info[7]
- 2021 : La templanza : ? (?)
- 2022 : The Dropout : Wade Miquelon (Josh Pais) (mini-série)
- 2022 : Les Derniers Jours de Ptolemy Grey : ? (?) (mini-série)
- 2022 : Devil in Ohio : Larry Gillium (Ash Lee) (mini-série)
- 2022 : Mike (en) : Bobby Stewart (Michael Drayer) (mini-série)
- 2024 : Supersex : ? (?)
- 2024 : Nightmares and Daydreams par Joko Anwar (en) : Noto (Aqi Singgih)

#### Séries d'animation
- 1997[n 2] : Slayers Try : voix additionnelles
- 1998[n 2] : Master Keaton : Travis (épisode 18), M. Helman (épisode 20) et le faux policier (épisode 23)
- 1998 : Invasion America : Cale Oosha
- 1998-2000 : Éric la panique : le larveur de carreaux et voix additionnelles
- 1998-1999 : Tom et Vicky : Tom
- 1999[n 3] : Alexander : Philotas
- 1999[n 3] : Blue Gender : Dice Quaid
- 1999-2000[n 2] : Initial D : voix additionnelles

- 1999-2001 : Batman, la relève : Terry McGinnis / Batman
- 2001[n 4] : Cosmowarrior Zero : La Jeunesse d'Albator : Warrius Zero

- 2001-2003[n 5] : Hikaru no go : Tetsuo Kaga et Ryo Ijima
- 2002 : Tokyo Underground : Seki[réf. nécessaire]
- 2003[n 6] : Kiddy Grade : Césario (épisode 24)
- 2003[n 7] : Last Exile : Dunya Scheer et Jim
- 2004[n 6] : Gokusen : Fuji
- 2004 : Samurai Champloo : Shinpachi (épisode 8), le coureur (épisode 9) et Shiren (épisode 13 et 14)[réf. nécessaire]
- 2005-2011[n 8] : One Piece : Peeply Lulu et Smoker (2e voix, épisodes 324 à 511)

- 2006-2008 : La Légende des super-héros : Lightning Lad
- 2019-2022 : La Ligue des Justiciers : Nouvelle Génération : le Baron Bedlam / Baron Frederick DeLamb, Sumaan Harjavti, Daddy Lidz et Jaqqar Marlo

- 2021 : L'incroyable quête de Brendar et Evan : voix additionnelles
- 2023 : Ultraman : le professeur Masatsugu Otani
- 2023 : Archer : Abidjan (saison 14, épisode 3)
- 2023 : Akuma-kun (en) : Satan, Hako Saito et Rakutomi
- 2024 : My Adventures with Superman : le maître de cérémonie (saison 2, épisode 14)

#### OAV
- 1993-2003[n 4] : JoJo's Bizarre Adventure : voix additionnelles
- 2002 : Gun Frontier  : divers shérifs

### Jeux vidéo
- 2009 : Batman: Arkham Asylum : Jack Ryder et les détenus
- 2010 : Fable III : Ben Finn
- 2011 : Batman: Arkham City : Jack Ryder et les détenus
- 2015 : Batman: Arkham Knight : Jack Ryder
- 2016 : Titanfall 2 : voix additionnelles
- 2017 : Need for Speed Payback : voix additionnelles
- 2017 : Star Wars Battlefront II : ?
- 2018 : Assassin's Creed Odyssey : voix additionnelles
- 2020 : Assassin's Creed Valhalla : voix additionnelles
- 2021 : Call of Duty: Vanguard : le capitaine Butcher
- 2023 : Diablo IV : ?
- 2023 : Final Fantasy XVI : ?
- 2023 : Call of Duty: Modern Warfare III : l'annonceur des Spetznaz
- 2023 : Avatar: Frontiers of Pandora : ?
- 2024 : Suicide Squad: Kill the Justice League : ?
- 2024 : Batman: Arkham Shadow (en) : Jack Ryder

### Publicités
- Publicité pour l'armée de terre française

## Radio
- 1996 : Élisabeth et l'ange, réalisation Jacques Taroni, France Culture : Robert Dudley
- 1996 : Salut L'oiseau, réalisation Marguerite Gâteau, France Culture : Rémi
- 1997 : Le Scrapbook du Docteur Crook, réalisation Claude Guenne, France Culture : David Strenberg